# Straight Through My Heart
«Straight through my heart» (с англ. — «Прямо в мое сердце»), также известен как «Soldier down» (с англ. — «Поверженный солдат») — первый сингл группы Backstreet Boys с седьмого студийного альбома «This Is Us». Премьера сингла состоялась 23 июля 2009 года на официальном сайте группы, а также на официальной MySpace странице. Сингл доступен в цифровой загрузке с 14 августа. Эта песня стала первой песней группы со времен «Quit Playing Games» (1997 год), попавшей в хит-парад танцевальных клубных песен (англ. Hot Dance Club Play) журнала Billboard. «Straight through my heart» получила награду «Золотой Диск Японии» (англ. Japan Gold Disc Award) как «Зарубежный сингл года».

## История создания
Backstreet Boys обратились к шведскому автору и продюсеру песен RedOne, который ранее работал с такими артистами как Lady GaGa («Just dance», «Poker face», «Love game»), Sean Kingston («Fire burning»), Энрике Иглесиас, Akon. По словам участника группы Ника Картера: «Мы напрягали наши мозги, чтобы снова найти наше звучание. Мы должны были сделать что-то необычное, но все ещё легко узнаваемое. RedOne очень хотел бы присутствовать на нашем альбоме „Black&Blue“ — он сказал, что изучал нас, и написал песни, предназначенные для Backstreet Boys».
«Я обратился к нему лично. Мы познакомились с ним через представителей Эйкона, когда сказали что хотели бы с ним работать. Они ответили, что Эйкон очень занят, может вы попробуете обратиться к RedOne. Я послушал его песни, альбом Lady GaGa и связался с ним. Я говорил: „Ты просто должен быть на этом альбоме“. Я практически умолял его. Он ответил: „Да, конечно. Но мне нужно подумать над этим, дай мне немного времени“. Я не стал ничего предпринимать, я решил, что этот парень не хочет с нами работать. Но он обратился ко мне после того, как вникнул во все детали, и сказал: „Мне просто нужно было немного времени, чтобы написать истинно ваши песни. Я — большой поклонник вашей музыки и я хотел убедиться что это действительно ваш стиль“. И ему это удалось».
Группа почти закончила работу над альбомом, когда с ними связался RedOne и предложил им три песни. Backstreet Boys испытывали трудности в выборе первого сингла из 5-6 вариантов. Наиболее вероятным претендентом являлась песня «PDA». «Мы уже практически закончили запись, прежде чем все произошло», рассказал Хауи Дороу, «Я очень рад, что мы не успели, потому что RedOne смог добиться звучания, которого мы искали, особенно на „Straight through my heart“. Это отличное сочетание евродэнс и родного нам поп/R&B стиля, которое отчасти напоминает наши ранние песни».
В интервью журналу Entertainment Weekly Эй Джей Маклин рассказал: «После огромного успеха нашего сингла „Incomplete“, нас пытались загнать в рамки жанра „adult contemporary“ („современная музыка для взрослых“). Мы — не исполнители жанра AC. Приходите на наш концерт, он полон энергии. Мы не просто сидим на стульях, исполняя „Incomplete“, „Inconsolable“ и „I want it that way“. Но, к сожалению, выпущенные песни поместили нас под свет рампы. Сейчас мы надеемся, что первый сингл альбома — ритмичная танцевальная композиция, снова поможет публике изменить мнение о нас».

## Музыкальное видео
Съемка видеоклипа состоялась 7 августа 2009 года в Лос-Анджелесе. Режиссёром клипа стал Каи Реган, наиболее известные из его работ: Panic! At the Disco — «New perspective», Cobra Starship — «Good girls go bad». Группой рассматривалось 3 варианта сценария, в том числе один, написанный Ником Картером. Премьера видео состоялась 27 августа в США на сайте журнала US Weekly. Впервые со времен «Larger than life» (1999 г.) парни продемонстрировали элементы хореографии в видеоклипе. Видео начинается с заглавных титров:
Дневные бродяги:
группа, которая объединилась, чтобы защищать невинных смертных (Коров) от Дворянства. Вампиров, которые охотятся за жертвами в барах и ночных клубах. Иногда эти охотники становятся добычей.
Оригинальный текст (англ.)Day Walkers: 
A group who band together to protect innocent mortals or Kine against the Gentry. Vampires who hunt for prey at bars and nightclubs. Sometimes these hunters become, The hunted..
Полная луна. Девушка-мотоциклист подъезжает к ночному клубу, где выступают Backstreet Boys. Пока участники группы, танцуя на сцене, исполняют песню, девушка ищет кого-то среди публики. В конце концов, вампирша выбирает девушку и ведет её танцевать к сцене. Незаметно для жертвы и посетителей клуба, она в танце обнажает свои клыки, чем привлекает внимание участников группы.
Под предлогом танца, Ник вытягивает вампиршу на сцену. Вместе с другими участниками группы, они удаляются за кулисы. Вампирша испуганно озирается, но сопротивляться бесполезно. Они поднимаются на лифте, открывают дверь наружу и выталкивают девушку на солнечный свет, который губителен для неё. После этого группа выходит на солнце, показывая красные глаза с увеличенными зрачками и клыки.
Согласно легендам, дневные бродяги — дети людей и вампиров. Их отличительной особенностью можно считать наличие красных глаз и, иногда, отсутствие клыков. В отличие от вампиров они не нуждаются в человеческой крови и не боятся солнечного света, чем и заслужили своё прозвище. Обычно они сражаются против нежити и вампиров на стороне людей, которых вампиры презрительно называют коровами (то есть мясом).

## Список композиций
| Официальные версии песни - Straight through my heart (Boothpimps club) — 5:45 - Straight through my heart (Boothpimps dub) — 4:30 - Straight through my heart (Dave Aude club) — 6:40 - Straight through my heart (Dave Aude dub) — 6:11 - Straight through my heart (Dave Aude radio) — 3:48 - Straight through my heart (Jason Nevins dub) — 5:35 - Straight through my heart (Jason Nevins mixshow) — 5:35 - Straight through my heart (Jason Nevins radio) — 3:35 - Straight through my heart (main version) — 3:28 - Straight through my heart (Matt Pendergast remix) — 4:15 - Straight through my heart (Mike Rizzo funk generation club) — 6:23 - Straight through my heart (Mike Rizzo funk generation radio) — 3:44 - Straight through my heart (Mike D intro mix) — 3:40 - Straight through my heart (Mike D radio) — 3:26 - Straight through my heart (Mr. Mig club) — 7:51 - Straight through my heart (Mr. Mig radio) — 3:18 | США (промо CD) 1. Straight through my heart — 3:28 2. Straight through my heart (Jason Nevins radio edit) — 3:35 3. Straight through my heart (instrumental) — 3:28 Европа (CD сингл) 1. Straight through my heart — 3:28 2. Straight through my heart (Dave Audé radio edit) — 3:48 |

## Хит парады
| Страна                               | Высшая позиция | Примечание |
| ------------------------------------ | -------------- | ---------- |
| Австралия                            | 21             | [ 8 ]      |
| Австрия                              | 45             | [ 9 ]      |
| Бельгия                              | 18             | [ 10 ]     |
| Великобритания                       | 72             | [ 11 ]     |
| Германия                             | 22             | [ 12 ]     |
| Европа (Billboard European Hot 100)  | 53             | [ 13 ]     |
| Индия                                | 9              |            |
| Италия                               | 37             | [ 11 ]     |
| Канада                               | 19             | [ 11 ]     |
| Канада (ITunes Store)                | 2              | [ 14 ]     |
| Республика Корея                     | 4              | [ 15 ]     |
| Ливан                                | 2              | [ 15 ]     |
| Португалия                           | 23             | [ 16 ]     |
| Россия                               | 47             | [ 17 ]     |
| Сингапур                             | 12             | [ 15 ]     |
| Словакия                             | 22             | [ 18 ]     |
| Тайвань                              | 1              | [ 19 ]     |
| США (Bubbling Under Hot 100 Singles) | 6              |            |
| США (Billboard Hot Dance Club Play)  | 18             | [ 20 ]     |
| США (ITunes Store)                   | 37             |            |
| Швейцария                            | 30             | [ 21 ]     |
| Швеция                               | 10             | [ 22 ]     |
| Япония                               | 3              | [ 11 ]     |

## Даты выпуска
| Релиз            | Формат            | Дата выпуска     | Лейблы                |
| ---------------- | ----------------- | ---------------- | --------------------- |
| Мировая премьера | Потоковое аудио   | 23 июля 2009     | Jive, RCA, Sony Music |
| Канада & США     | Радио             | 28 июля 2009     | Jive                  |
| Австрия          | Цифровая загрузка | 14 августа 2009  | Jive, RCA, Sony Music |
| Бельгия          | Цифровая загрузка | 14 августа 2009  | Jive, RCA, Sony Music |
| Италия           | Цифровая загрузка | 14 августа 2009  | Jive, RCA, Sony Music |
| Южная Корея      | Цифровая загрузка | 14 августа 2009  | Jive, RCA, Sony Music |
| Япония           | Цифровая загрузка | 14 августа 2009  | Jive, RCA, Sony Music |
| Люксембург       | Цифровая загрузка | 14 августа 2009  | Jive, RCA, Sony Music |
| Нидерланды       | Цифровая загрузка | 14 августа 2009  | Jive, RCA, Sony Music |
| Канада и США     | Цифровая загрузка | 18 августа 2009  | Jive                  |
| Япония           | Сингл             | 9 сентября 2009  | BMG Japan             |
| Германия         | Сингл             | 18 сентября 2009 | Sony                  |
| Швеция           | Сингл             | 23 сентября 2009 | Sony                  |
| Великобритания   | Сингл             | 28 сентября 2009 | RCA                   |
| Канада & США     | Сингл             | 29 сентября 2009 | Jive                  |